# 간츠
《간츠》(일본어: ガンツ, 영어: GANTZ)는 일본의 만화가 오쿠 히로야가 만화 잡지 《주간 영 점프》(슈에이샤)에서 연재하였던 만화 작품이다. 이를 원작으로 하여 애니메이션, 게임 및 실사 영화가 공개되었다. 좁은 의미로는 작품 속에 등장하는 검은 구체를 가리킨다. 2000년 제31호부터 연재가 시작되어 2013년 완결되었다.
2000년 7월 13일 발매의 31호부터 연재를 시작하여, 2006년부터 격주로 연재되었다. 누계 발행 부수는 1900만부 이상 팔렸다.

## 줄거리
평범한 고등학생인 쿠로노 케이는 지하철에서 초등학교 동창인 카토우 마사루와 우연히 마주치게 된다. 사람좋고 정의감이 투철한 카토우는 지하철 선로에 떨어진 술취한 노숙자를 도우려고 하는데, 이를 마뜩잖게 방관하던 케이에게 도움을 청하여 마지못해 돕게 된 둘, 그러나 갑자기 들어온 전차에 깔려 처참한 죽음을 맞이하게 된다.
다음 순간 갑자기 낯선 아파트의 어느 방에 있게 된 둘은 그 곳에서 같은 식으로 갓 죽은 사람들이 모여 있음을 깨닫게 된다. 방 가운데는 간츠라는 이름이 붙은 수수께끼의 검은 공이 하나 덩그러니 있었고, 그 간츠는 방안 사람들에게 성인(星人)이라고 부르는 괴생명체들을 해치우라는 지시를 내린다. 그들은 별도의 장소로 단체로 전송된다. 수수께끼의 검은 공 간츠에 의해 모인 사람들은 각자의 능력이나 소질과 관계없이 수수께끼의 괴생명체 성인들과 싸워야만 한다. 주인공 쿠로노 케이는 그 싸움을 거치면서 살아남아 이기적인 고교생에서 간츠 팀의 리더로 성장하면서 간츠의 세계에 익숙해지게 된다.

## 단행본 목록
영 점프·코믹스 (슈에이샤)
1. (2000년 12월 발행) ISBN 4-08-876105-7
2. (2001년 3월 발행) ISBN 4-08-876139-1
3. (2001년 6월 발행) ISBN 4-08-876163-4
4. (2001년 10월 발행) ISBN 4-08-876217-7
5. (2002년 2월 발행) ISBN 4-08-876267-3
6. (2002년 5월 발행) ISBN 4-08-876293-2
7. (2002년 9월 발행) ISBN 4-08-876342-4
8. (2003년 1월 발행) ISBN 4-08-876388-2
9. (2003년 5월 발행) ISBN 4-08-876442-0
10. (2003년 8월 발행) ISBN 4-08-876486-2
11. (2003년 12월 발행) ISBN 4-08-876538-9
12. (2004년 3월 발행) ISBN 4-08-876578-8
13. (2004년 5월 발행) ISBN 4-08-876608-3
14. (2004년 7월 발행) ISBN 4-08-876637-7
15. (2004년 12월 발행) ISBN 4-08-876717-9
16. (2005년 4월 발행) ISBN 4-08-876780-2
17. (2005년 7월 발행) ISBN 4-08-876826-4
18. (2005년 11월 발행) ISBN 4-08-876881-7
19. (2006년 6월 발행) ISBN 4-08-877069-2
20. (2006년 12월 발행) ISBN 4-08-877187-7
21. (2007년 5월 발행) ISBN 4-08-877276-8
22. (2007년 11월 발행) ISBN 4-08-877349-7
23. (2008년 5월 발행) ISBN 4-08-877445-0
24. (2008년 10월 발행) ISBN 4-08-877511-2
25. (2009년 2월 발행) ISBN 4-08-877597-X
26. (2009년 6월 발행) ISBN 4-08-877668-2
27. (2009년 10월 발행) ISBN 4-08-877721-2
28. (2010년 5월 발행) ISBN 4-08-877854-5
29. (2010년 9월 발행) ISBN 4-08-879025-1
30. (2011년 1월 발행) ISBN 4-08-879088-X
31. (2011년 4월 발행) ISBN 4-08-879129-0
32. (2011년 8월 발행) ISBN 4-08-879185-1
33. (2012년 1월 발행) ISBN 4-08-879255-6
34. (2012년 5월 발행) ISBN 4-08-879328-5

- GANTZ / OSAKA (애장판 코믹스)

오사카 편을 영 점프와 같은 B5 판으로 재록 한 것으로, 1권의 시작과 3권의 권말에 총 50페이지 분량의 새로운 에피소드를 추가하고 세세한 점으로 가필 수정을 실시하고 있다.
1. (2010년 10월 발행) ISBN 4-08-782343-1
2. (2010년 11월 발행) ISBN 4-08-782354-7
3. (2010년 12월 발행) ISBN 4-08-782355-5

- 공식 팬북

1. GANTZ / MANUAL (2004년 12월 발행) ISBN 4-08-876735-7
2. GANTZ 첫 공식 팬북. 원작의 캐릭터와 별 사람 등의 설정, 각 미션이나 무기의 특수 효과 소개. 또한 애니메이션의 고급도 게재되어있다.

## 애니메이션
- 2004년에 방송 된 제1기는 후지 TV에서, 제2기는 AT-X에서 방송되었다. 또한, 제2기는 방송국을 바꿔 방송되었다. 스토리는 원작과 달리 감독의 의향에 따라 간츠의 방침이 변화해가는 모습과 그 이후는 생략되었고, 오리지널 시나리오를 추가해 완결되었다.

### 주제가
- 오프닝 테마 : 〈Super Shooter〉

작사·작곡·노래 - RIP SLYME
- 엔딩 테마 〈Last Kiss〉

작사·작곡·노래 - BONNIE PINK

### 제1기 "GANTZ ~ the first stage ~"
2004년 4월 10일부터 2004년 6월 22일까지 후지 TV에서 방송되었다. 전 11화.
후지 TV의 규제로 인해 일부 장면이 삭제되고, 본래의 13회분을 11화분으로 재편집되어 일부 잔혹 장면도 수정이 되어있다. DVD 판은 전 13화 노컷 버전. 감독의 이타노 이치로는 인터뷰에서 "자신의 표현하고 싶었던 것은, DVD를 보면 알 수 있다"라고 코멘트했다.

### 제2기 "GANTZ ~ the 2nd stage ~"
2004년 8월 26일부터 11월까지 AT-X에서 방송되었다. 전 13화. 같은 "주간 영 점프"의 연재 작품인 《엘펜 리트》와 AT-X에서 같은 시기에 방송되었고, 두 작품 모두 잔인한 표현이 많은 작품인 관계로 비교가 되기도 하였다. 또한, 잔혹 묘사 등이 제1기보다 증가하고 있기 때문에 연령 제한이 높아졌다.

## 노벨 라이즈
- GANTZ / MINUS

만화 본편이 3개월의 휴재를 가진 동안 "주간 영 점프"(슈에이샤)에서 연재되었다. 본작 오리지널 주인공을 중심으로 한 제1화의 지하철 사고 이전의 이야기로, 이즈미와 니시의 과거도 그려져 있다. 또한, 주인공의 이야기는 주간 연재로 완결했지만, 단행본으로는 이즈미를 중심으로 한 오리지널 미션이 새롭게 추가되고 전편에 걸쳐 대폭적인 가필 수정이되어있다. 전 8화.
- - 원안 : 오쿠 히로야
  - 소설 : 쿠사카베 마사토시
  - 일러스트, 성인(星人) 디자인 : 코자키 유스케
  - 단행본 2010년 5월 19 일 발매 ISBN 978-4087032239

- GANTZ / EXA

노벨 라이즈 제2탄. "주간 영 점프"에서 2010년 42호부터 2011년 1호까지 연재되었다. 본작 오리지널 주인공과 본편의 등장 인물인 키시모토 케이를 중심으로 한 이야기이다. 주간 연재에서는 이야기의 결말까지 게재되지 않고 단행본으로 결말이 밝혀졌다. 전작의 "GANTZ / MINUS"와 같이, 전편에 걸쳐 대폭적인 가필 수정이 되어있다. 또한 원작 만화를 번안한 것이기는 하지만, 직접적인 관계는 없다고 이 단행본 권말에 명언되고있다.
- - 원안·구성 : 히라야마 유메아키
  - 소설 : 신도 쥰죠
  - 일러스트 : 오가타 코우지
  - 단행본 2011년 1월 19일 발매 ISBN 978-4087032369

## 관련 문헌
- GANTZ의 SF 영화 론

"GANTZ"에 영향을 준 SF 영화 100개를 원작자인 오쿠 히로야가 쓴 책이다.
2012년 5월 10일 발매 ISBN 4-08-876735-7

## 게임
- GANTZ THE GAME

CERO 18세 이상
- - 기종 - 플레이스테이션 2
  - 메이커 - 코나미 디지털 엔터테인먼트
  - 장르 - 3D 액션 소프트
  - 발매 - 2005년 3월 17일

- GANTZ / XAOS (모바일 게임)
  - CERO 없음. 2012년 1월 12일 시작, 순차적으로 스마트 폰에서도 대응.
  - GREE. 장르는 소셜 게임. 기본 플레이 무료의 아이템 과금 제. 메이커는 인덱스.

## 라디오 드라마 (VOMIC)
- 일본에서는 "주간 영 점프" 공식 사이트에서 VOMIC화되어 2011년 1월 17일부터 순차적으로 공개, 배포 중이다. "VOMIC"은 만화의 그림 화면 효과를 추가 한 영상에 성우가 더빙한 라디오 드라마이다.